# Shincal de Quimivil

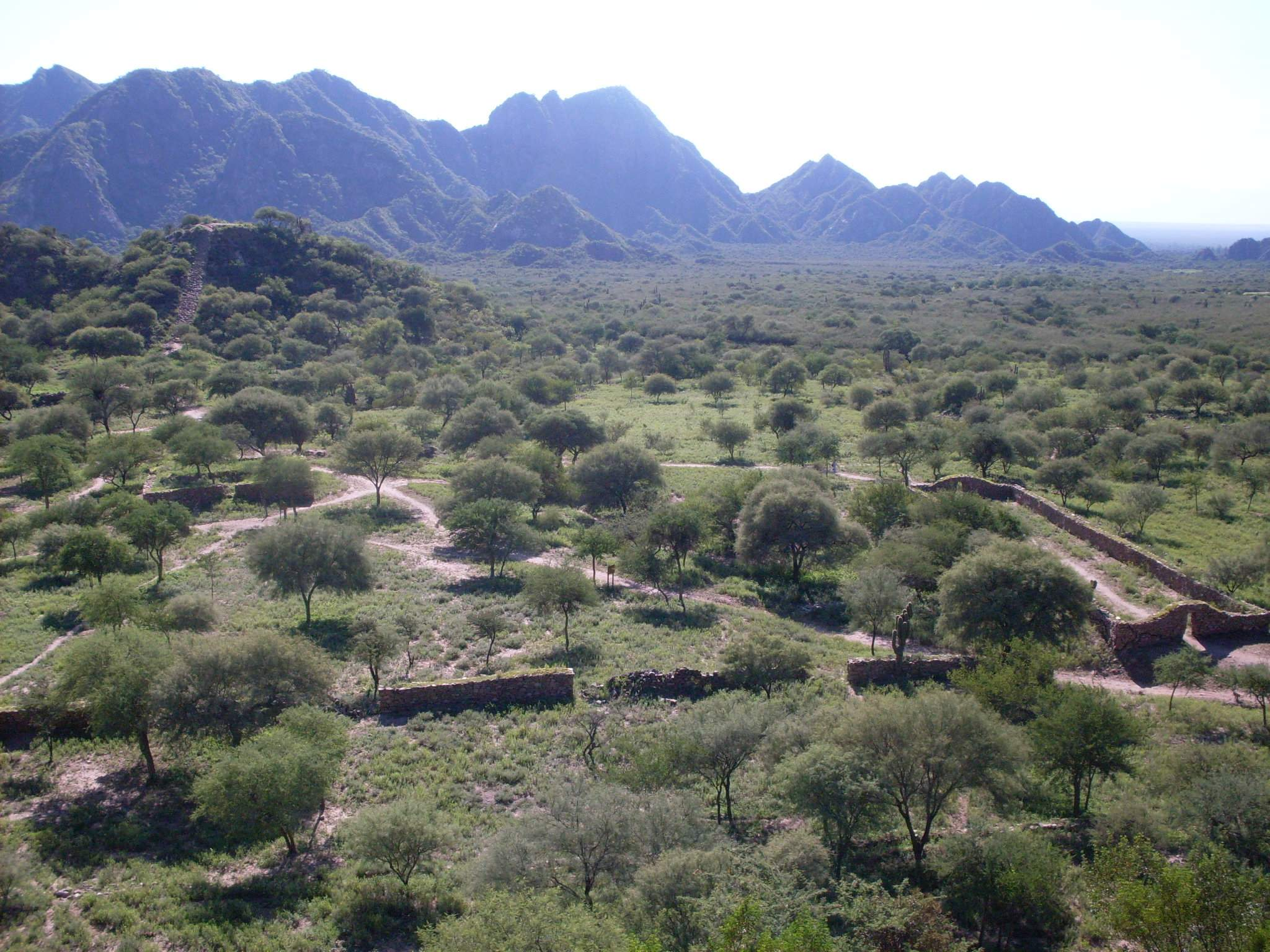
Ruines du Shincal

Les ruines du Shincal de Quimivil sont un des gisements archéologiques les plus importants d'Argentine, situé dans la province de Catamarca, dans le nord-ouest argentin. C'est un centre de tourisme culturel et archéologique important du pays.
Le site se trouve à 4 kilomètres de la ville de Londres, non loin de la ville de Belén dans le département de Belén. 
Le Shincal de Quimivil fait partie d'un projet né en 1981 sur l'urbanisme indien et mis au point par la section archéologique du musée de La Plata. Il a été prouvé que le site fut un centre administratif important de l'Empire Inca ou Tahuantinsuyu entre 1471 et 1536. 
Le lieu où la ville était située consiste en un plateau entouré de montagnes et avait une superficie de près de 40 hectares.

## Histoire
Pendant plus de 60 ans, le site fut la capitale régionale de l'Empire Inca. Par après, occupé par les troupes espagnoles, ses édifices servirent de logements et de base d'approvisionnement pour l'armée espagnole commandée par Diego de Almagro en 1536. La ville de Londres de la Nueva Inglaterra (Londres de la nouvelle Angleterre) fut fondée peu après en 1558 par le capitaine espagnol Pérez de Zurita, et ce n'est pas un hasard qu'il ait choisi cet endroit. C'était dû au fait que le Shincal de Quimivil tout proche était le centre administratif et économique de toute la région.

## Méthode de travail
Les travaux d'archéologie effectués sur le site se font sur base d'un principe qui dit que chaque fois qu'un investigateur excave, il détruit des traces et des vestiges. De ce fait on essaie d'enregistrer tout ce qui a été déplacé de manière qu'à chaque étape des fouilles, on puisse revenir en arrière et reconstituer l'étape précédente. Ce projet est l'un des rares au monde basé sur un procédé permettant le retour en arrière et la reconstruction des ruines, ce qui se justifie lorsqu'il s'agit de choisir entre plusieurs hypothèses.

## Monument historique national
Les ruines de la cité ont été déclarées Monument historique national, en même temps que les sites indiens du Pucará de Aconquija et de Watungasta.